# Diàspora grega
La diàspora grega és el conjunt d'habitants grecs que viu fora del seu país natal. Aquests habitants poden formar comunitats hel·lèniques (omogénia) en el nou país d'acollida mantenint la cultura original, de manera que els descendents, malgrat haver nascut ja fora de Grècia, s'identifiquen amb la identitat grega.
Segons es consultin unes fonts o d'altres, la diàspora grega consta d'entre 3 i 7 milions de persones d'identitat grega que viuen fora de Grècia. Un milió de grecs es troba als Estats Units i després segueixen les comunitats de Xipre, Gran Bretanya, Austràlia i Alemanya.

## Història
L'emigració grega va començar amb el colonialisme comercial de l'edat antiga, on els comerciants fundaven nous ports habitats permanentment per compatriotes que feien de pont entre els negocis dels navegants hel·lènics i les poblacions locals. Es calcula que van arribar a les 400 colònies estables. La Magna Grècia va ser una zona entre Itàlia i Turquia on va expandir-se la cultura grega clàssica i on molts dels seus pobladors s'identificaven com a grecs. Amb la partició de l'Imperi Romà, la part oriental va mantenir les arrels gregues amb l'Imperi Romà d'Orient.
Amb la conquesta otomana, molts grecs van emigrar cap a Occident. D'altres van assentar-se a diferents regions dels Balcans, des d'on van anar donant suport als governs locals però també al seu país d'origen, fet que es va evidenciar amb la Guerra d'independència de Grècia del segle xix, on comunitats gregues de zones properes i d'altres països europeus (especialment Rússia i Anglaterra) van ajudar amb diners i propaganda els combatents grecs.
La diàspora del segle xx s'explica per l'emigració per motius econòmics de molts països del sud d'Europa. La Guerra Civil Grega va augmentar els emigrats a causa del canvi de règim polític. Va créixer de manera considerable la comunitat grega resident als Estats Units.